# Бокс на Играх доброй воли 1986
Соревнования по боксу в рамках Игр доброй воли 1986 года прошли в Москве с 11 по 19 июля в спорткомплексе «Олимпийский». В соревнованиях приняли участие 116 спортсменов, представлявшие 20 стран. Команду Болгарии представляли 11 человек, США — 23 человека. Наиболее представительной оказалась сборная СССР, за которую на Играх выступали 32 боксёра. Главным судьёй соревнований был А. И. Капусткин (Москва).

## Медалисты
| Весовая категория | Золото                      | Серебро                       | Бронза                                              |
| ----------------- | --------------------------- | ----------------------------- | --------------------------------------------------- |
| до 48 кг          | Ншан Мунчян · СССР          | Каримжан Абдурахманов · СССР  | Чан Энчкол · КНДР Ценойдовин Церенниам · Монголия   |
| до 51 кг          | Артур Джонсон · США         | Ринвидас Билюс · СССР         | Давид Гриман · Венесуэла Михаил Видински · Болгария |
| до 54 кг          | Александр Артемьев · СССР   | Хивича Хдрян · СССР           | Ким Чи-Хен · КНДР Бернард Прайс · США               |
| до 57 кг          | Мехак Казарян · СССР        | Самсон Хачатрян · СССР        | Хосе Луис Эрнандес · Венесуэла Франк Раушинг · ГДР  |
| до 60 кг          | Орзубек Назаров · СССР      | Ромаллис Эллис · США          | Нэргуйн Энхбат · МНР Юрий Савочкин · СССР           |
| до 63,5 кг        | Игорь Ружников · СССР       | Энгельс Педроса · Венесуэла   | Рой Джонс · США Эрик Хакимов · СССР                 |
| до 67 кг          | Александр Островский · СССР | Андрей Тростенко · СССР       | Богомил Александров · Болгария Рики Роял · США      |
| до 71 кг          | Исраел Акопкохян · СССР     | Виктор Егоров · СССР          | Майкл Мурер · США Милон Уоткинс · США               |
| до 75 кг          | Руслан Тарамов · СССР       | Паркер Уайт · США             | Андрей Акулов · СССР Лоренцо Райт · США             |
| до 81 кг          | Нурмагомед Шанавазов · СССР | Андрей Караваев · СССР        | Харви Ричардс · США Майкл Симон · США               |
| до 91 кг          | Рамзан Себиев · СССР        | Владимир Балай · СССР         | Майкл Бент · США Айк Падилла · США                  |
| свыше 91 кг       | Вячеслав Яковлев · СССР     | Александр Мирошниченко · СССР | Али Ахмед Альболуши · Кувейт Кильберт Пирс · США    |